# David O’Hara (US-amerikanischer Schauspieler)
David O’Hara (* in Johnson City, Tennessee als David Pearson) ist ein US-amerikanischer Schauspieler und Filmschaffender.

## Leben
O’Hara wurde in Johnson City geboren und wuchs in Phoenix, Arizona und Long Beach, Kalifornien auf. Er gab 1984 sein Spielfilmdebüt in Hardrock-Zombies. Ein Jahr später stellte er in Monster aus der Galaxis die Rolle des Reiger dar. Weitere Rollen in den 1980er Jahren erhielt er unter anderen in Star Worms II: Attack of the Pleasure Pods, Das Geheimnis des Grabmals am Nil, Die Vergelter und War Cat.
2004 fungierte er im Kurzfilm The Mojo Cafe als Filmregisseur und Drehbuchautor. Der Kurzfilm wurde unter anderen am 10. September 2004 auf dem LA Shorts Fest, am 2. Dezember 2004 auf dem Santa Fe Film Festival und am 3. März 2005 auf dem Sedona Film Festival gezeigt.
Nach einer Episodenrolle in der Fernsehserie California Clan im Jahr 1988, war er erst 2009 als Episodendarsteller jeweils in den Fernsehserien Criminal Minds und America’s Most Wanted sowie in den Kurzfilmen The Snallygaster Tale und 27. Ab den 2010er Jahren folgten überwiegend Besetzungen in verschiedenen Kurzfilmen. 2012 spielte er in vier Episoden der Fernsehserie The Failing Man die Rolle des Luther und war in der Folge auch in Fernseh- und Spielfilmproduktionen wie The Blue Line als Lt. O’Malley zu sehen. 2021 stellte er im Film Nightingale: A Melody of Life die Rolle des Harold Holzenberg dar. Der Film erschien unter anderen auf Prime Video.

## Filmografie (Auswahl)

### Schauspiel
- 1984: Hardrock-Zombies (Hard Rock Zombies)
- 1985: Monster aus der Galaxis (Biohazard)
- 1985: Star Worms II: Attack of the Pleasure Pods
- 1986: Das Geheimnis des Grabmals am Nil (The Tomb)
- 1986: Die Vergelter (Armed Response)
- 1987: War Cat (Angel of Vengeance)
- 1987: General Hospital (Fernsehserie, 1 Episode)
- 1988: California Clan (Santa Barbara, Fernsehserie, Episode 1x929)
- 2009: Criminal Minds (Fernsehserie, Episode 4x14)
- 2009: America’s Most Wanted (Fernsehshow, Episode 23x09)
- 2009: The Snallygaster Tale (Kurzfilm)
- 2009: 27 (Kurzfilm)
- 2010: P.O.A. Point of Acceptance (Kurzfilm)
- 2010: Mushroom Hunt (Kurzfilm)
- 2011: Heavy Metal Superstar (Fernsehserie)
- 2012: The Failing Man (Fernsehserie, 4 Episoden)
- 2012: The Blue Line (Fernsehfilm)
- 2013: Monarch (Kurzfilm)
- 2015: 0930 Hours (Kurzfilm)
- 2015: The Veteran Hour (Kurzfilm)
- 2016: Go Out in Violet Waters (Kurzfilm)
- 2016: Where the Devil Dwells
- 2016: A Christmas in New York
- 2017: Soap Opera (Kurzfilm)
- 2017: Picture Wheel (Kurzfilm)
- 2017: Love You Like Crazy (Kurzfilm)
- 2020: Stan the Man
- 2021: Nightingale: A Melody of Life
- 2023: S.W.A.T. (Fernsehserie, Episode 6x10)

### Filmschaffender
- 2004: The Mojo Cafe (Kurzfilm; Regie und Drehbuch)